# محمد حسن باعظيم
محمد حسن باعظيم لاعب كرة قدم سعودي.

## مسيرة اللاعب
لعب سابقاً في نادي جدة ونادي الطائي ونادي نجران والنادي العربي ونادي وج.